# عربة (المهرة)

تعديل مصدري - تعديل

عربة هي إحدى قرى مديرية حات التابعة لمحافظة المهرة، بلغ تعداد سكانها 66 نسمة حسب تعداد اليمن لعام 2004.